# Figli di Annibale
Figli di Annibale è un film del 1998 diretto da Davide Ferrario.

## Trama
Domenico vive a Torino ed è disoccupato. Disperato, decide di rapinare una banca a Como, ma durante la rapina tutto va storto. Preso dal panico, prende in ostaggio un cliente, l'imprenditore Tommaso. Ma per Tommaso, questa è la cosa migliore che gli potesse capitare al posto giusto nel momento giusto: infatti Tommaso pensa di usare il sequestro per sottrarsi ai suoi creditori e all'insopportabile moglie. Per rifarsi una vita, Tommaso, dovrà convincere Domenico a fuggire insieme verso l'Africa. Il viaggio sarà l'occasione per entrambi di fare i conti con la propria vita e le rispettive famiglie: Tommaso si avvicinerà alla giovane figlia, mentre Domenico ristabilirà il rapporto interrotto con sua sorella.

## Produzione
Il film è stato girato prevalentemente in Puglia, in particolare a Taranto (Stazione e il piazzale, all'epoca in fase di costruzione, del terminal containers), Ostuni, Leuca, Torre Pietra, Margherita di Savoia, Vieste (Faraglione di Pizzomunno) e Fasano.
Una scena è girata in provincia di Lecco, a Consonno ex Las Vegas brianzola degli anni '60 ed ora nota città fantasma. Le scene iniziali del film, ambientate a Torino sono girate nel quartiere della Falchera, nella zona nord della città ed alcune comparse sono realmente abitanti del quartiere. La scena della rapina in banca è girata a Como in Piazza Cavour e la successiva fuga in auto, con una Volvo 850 SW, si protrae fino alla dogana con la Svizzera di Maslianico percorrendo le vie per Cernobbio e via Asiago.
Il film prende il titolo dall'omonimo EP e dall'omonimo brano degli Almamegretta, che prendono parte alla colonna sonora, nella quale un quartetto d'archi rielabora brani dei Clash, CCCP, Talking Heads.
Per Diego Abatantuono è la terza esperienza da sceneggiatore, dopo il debutto con Eccezzziunale... veramente e In barca a vela contromano.

## Riconoscimenti
1999 - Nastro d'argento
- Candidatura al migliore montaggio a Claudio Cormio e Luca Gasparini
- Candidatura alla migliore canzone originale ad Almamegretta

1998 - Ciak d'oro
- Candidatura alla migliore colonna sonora